# Heinrich Douvermann
Heinrich Douvermann (~1480 — ~1544) va ser un escultor alemany que executà obres d'un gòtic florit amb abundància d'elements vegetals. Va esculpir l'altar dels Dolors de Maria, de Sant Nicolau a Kalkar (~1522) i l'altar de Maria de Xanten (1535-36).